# Jacques Joseph Champollion-Figeac

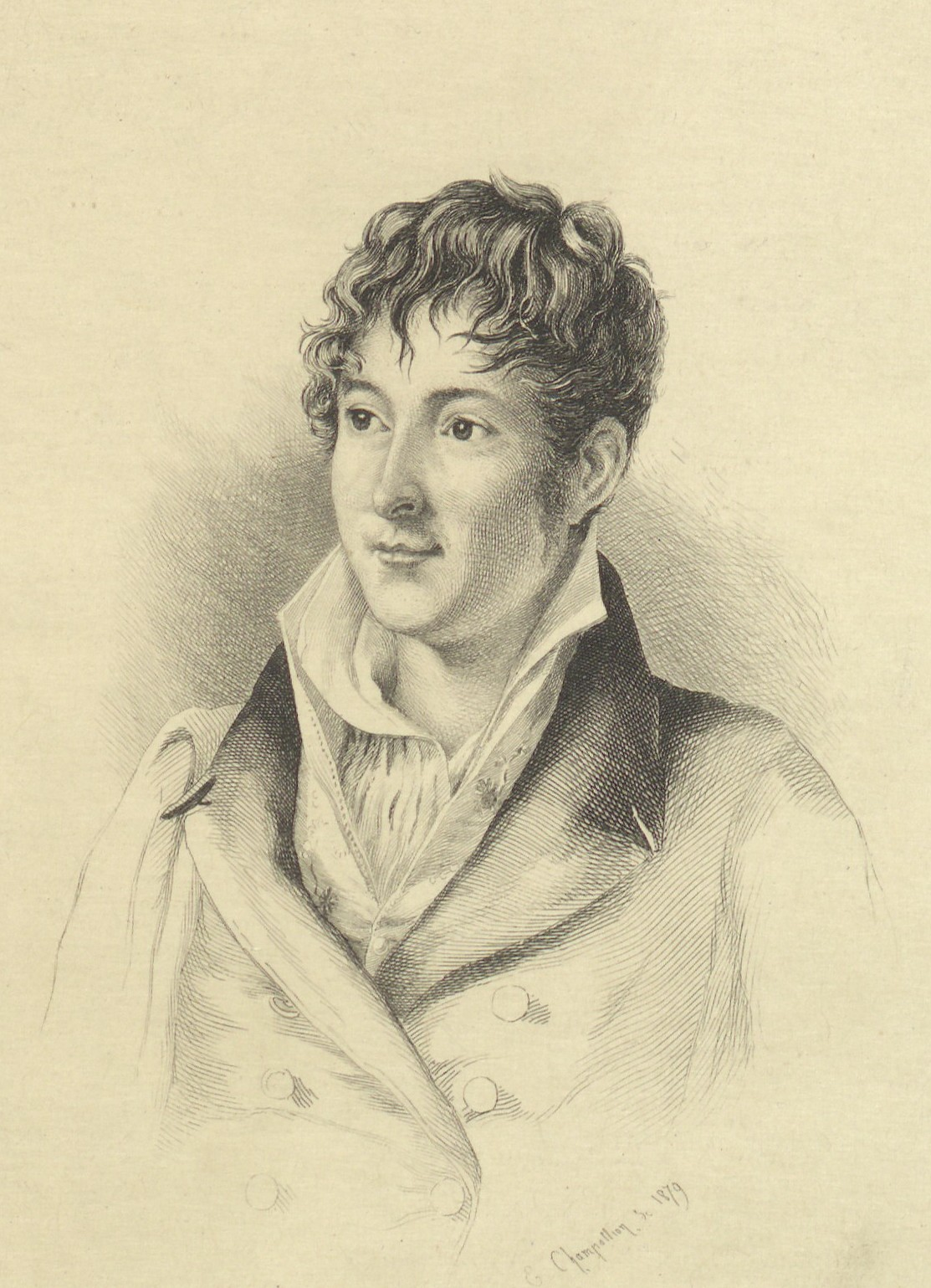
Ritratto giovanile di Jacques Joseph Champollion-Figeac, 1879

Jacques Joseph Champollion-Figeac (Figeac, 5 ottobre 1778 – Fontainebleau, 9 maggio 1867) è stato un archeologo e storico francese, fratello maggiore di Jean-François Champollion (decifratore della Stele di Rosetta).

## Biografia

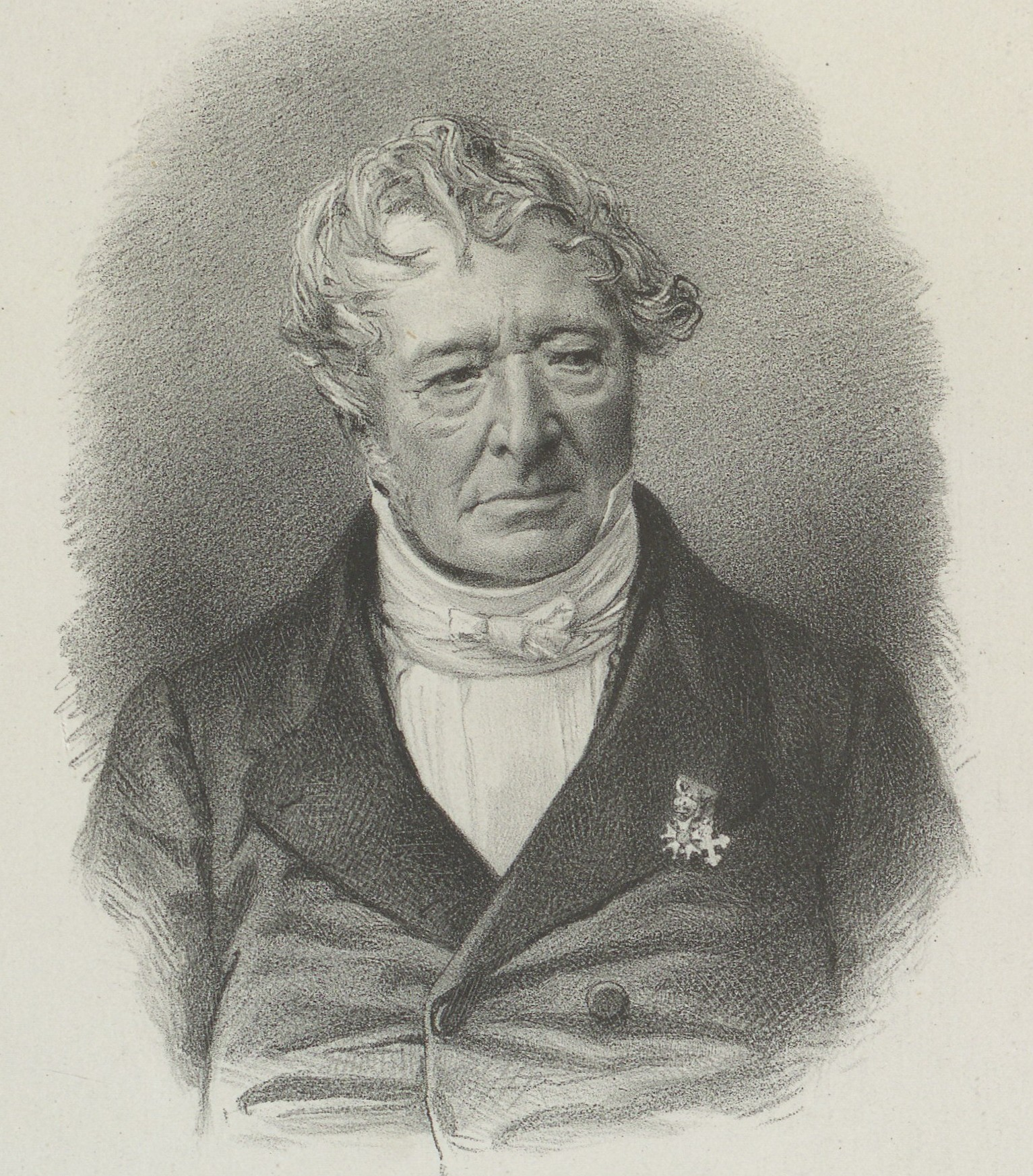
Ritratto di Jacques Joseph Champollion-Figeac in età avanzata

Nacque a Figeac nel dipartimento di Lot. Divenne professore di greco e bibliotecario a Grenoble. La sua ricerca a Grenoble nel 1803 rivelò l'esistenza di una cripta merovingia sotto la chiesa di Saint Laurent. Fu costretto a ritirarsi nel 1816 a causa della parte che aveva preso durante i Cento Giorni. Divenne poi custode dei manoscritti della Bibliothèque Nationale di Parigi, e professore di paleografia presso l'École des Chartes. Nel 1850 divenne bibliotecario del Castello di Fontainebleau.
Il 13 gennaio 1825 divenne socio dell'Accademia delle scienze di Torino.
Era un corrispondente, dell'Accademia reale delle arti e delle scienze dei Paesi Bassi (1832-1851).

## Opere
Ha curato molte delle opere di suo fratello, ed è stato anche autore a proprio su argomenti filologici e storici, tra i quali:
- Antiquités de Grenoble (1807)
- Nouvelles recherches sur les patois ou idiomes vulgaires de la France (1809)
- Nouveaux éclaireissements sur la ville de Cataro, aujourd'hui Grenoble (1814)
- Annales de Lagides (1819; integrato, 1821)
- Chartes latines sur papyrus du VIe siècle de l'ère chrétienne.
- L'Égypte ancienne et moderne (1840) ispirato ai manoscritti di suo fratello.
- L'écriture démotique égyptienne (1843) Based on his brother's manuscript collections.
- Traité élémentaire d'archeologie (2d ed. 1843)
- Histoire des peuples anciens et modernes, l'Asie centrale, l'Inde et la Chine (1857)
- Monographie du palais de Fontainebleau (1859–64)
- Documents paléographiques relatifs à l'histoire des beaux-arts et des belles-lettres pendant le moyen âge (1868)

## Nella cultura di massa
Champollion è stato interpretato da Stuart Bunce nel 2005 nel docudrama Egypt prodotto dalla BBC.